# São José dos Cordeiros
Pour les articles homonymes, voir São José.
São José dos Cordeiros est une ville brésilienne du centre de l'État de la Paraíba.
Sa population était estimée à 3 973 habitants en 2007. La municipalité s'étend sur 418 km2.